# Nick Lappin
Nick J. Lappin (* 1. November 1992 in Geneva, Illinois) ist ein US-amerikanischer Eishockeyspieler, der zuletzt bis Februar 2023 bei den Florida Everblades aus der ECHL unter Vertrag gestanden und dort auf der Position des rechten Flügelstürmers gespielt hat. Zuvor absolvierte Lappin unter anderem 60 Spiele für die New Jersey Devils in der National Hockey League (NHL). Sein Vater Peter Lappin war ebenfalls professioneller Eishockeyspieler.

## Karriere
Lappin, dessen Vater Peter Lappin während seiner Profikarriere zweimal den Turner Cup gewann und in der National Hockey League (NHL) für die Minnesota North Stars sowie San Jose Sharks aktiv war, verbracht seine Juniorenzeit in der United States Hockey League. Dort war er in der Saison 2009/10 zunächst für die Cedar Rapids RoughRiders aktiv, ehe er kurz nach dem Beginn der folgenden Spielzeit innerhalb der Liga zu den Tri-City Storm wechselte. Bei den Storm spielte der rechte Flügelstürmer bis zum Sommer 2012. Anschließend entschied sich Lappin für ein Studium an der Brown University. Neben seinem Studium spielte er dabei vier Jahre lang parallel für das Eishockeyteam der Universität in der ECAC Hockey, einer Division im Spielbetrieb der National Collegiate Athletic Association (NCAA).
Nach Abschluss seines Studiums im Frühjahr 2016 war der ungedraftete Free Agent in den New Jersey Devils aus der NHL einen neuen Arbeitgeber. Diese setzten ihn gegen Ende der Saison 2015/16 in ihrem Farmteam, den Albany Devils, in der American Hockey League (AHL) ein, wo ihm in 23 Partien 14 Scorerpunkte gelangen. Nachdem er in Albany auch die Spielzeit 2016/17 begonnen hatte, wurde er gegen Ende Oktober erstmals in den NHL-Kader New Jerseys berufen und feierte dort sein Debüt.
Nach drei Jahren in der Organisation der Devils schloss sich Lappin im Juli 2019 als Free Agent den St. Louis Blues an, wo er einen Einjahresvertrag erfüllte. Anschließend erhielt er im Januar 2021 einen auf die AHL beschränkten Vertrag bei den Cleveland Monsters. Für die Spielzeit 2021/22 erhielt der Stürmer im November 2021 zunächst einen Probevertrag bei den Lehigh Valley Phantoms in der AHL, der ab dem Januar 2022 auf einen vollwertigen Vertrag bis zum Saisonende ausgeweitet wurde. Wie bereits in Cleveland erfolgte jedoch keine Vertragsverlängerung über den Sommer hinaus, sodass sich Lappin im November 2022 den Florida Everblades aus der ECHL anschloss. Die Everblades transferierten ihn nach nur drei Monaten im Februar 2023 zum Ligakonkurrenten Kalamazoo Wings, für die er allerdings nicht spielte.

## Erfolge und Auszeichnungen
- 2015 All-Ivy League Second Team
- 2016 ECAC First All-Star Team
- 2016 All-Ivy League First Team

## Karrierestatistik
Stand: Ende der Saison 2022/23
(Legende zur Spielerstatistik: Sp oder GP = absolvierte Spiele; T oder G = erzielte Tore; V oder A = erzielte Assists; Pkt oder Pts = erzielte Scorerpunkte; SM oder PIM = erhaltene Strafminuten; +/− = Plus/Minus-Bilanz; PP = erzielte Überzahltore; SH = erzielte Unterzahltore; GW = erzielte Siegtore; 1 Play-downs/Relegation; Kursiv: Statistik nicht vollständig)